# Pygopleurus lyciensis
Pygopleurus lyciensis es una especie de coleóptero de la familia Glaphyridae.

## Distribución geográfica
Habita en Asia, Turquía.